# トマス・S・ゴードン
トマス・シルヴィー・ゴードン（Thomas Sylvy Gordon、1893年12月17日 - 1959年1月22日）は、イリノイ州選出のアメリカ合衆国下院議員。
イリノイ州シカゴにて出生したゴードンは、1912年に教区立学校に通い、シカゴのセイント・スタニスロース・カレッジを卒業した。1916年から1920年まで銀行業務に従事。従業員から始まり、出納課長やオフィス・マネージャーに昇進し、1921年から1942年までポーランド語日刊新聞に関与した。シカゴ・ウェスト・パークスのコミッショナー（1933年 - 1936年）及び運転免許証の検査官（1936年 - 1939年）。1936年、民主党全国大会の代表。1939年から1942年まで、シカゴ市出納長。
第78議会に民主党から出馬して当選。その後7期連続で再選された（1943年1月3日 - 1959年1月3日）。外交委員会委員長（第85議会）。1958年、再指名を受けられず引退。1959年1月22日、シカゴで死去。イリノイ州ナイルズのセイント・アダルバート墓地 (St. Adalbert Cemetery) に埋葬された。